# Marcos García (wielrenner)
Marcos García Fernández (San Martín de Valdeiglesias, 4 december 1986) is een Spaans wielrenner tussen 2016 en 2022 reed bij de Japanse wielerploeg Kinan Cycling Team.

## Carrière
García haalde als belofte vijf overwinningen in Spanje in de jaren 2006-2008. Hij startte zijn professionele loopbaan in 2009 bij Xacobeo Galicia, nadat hij eind 2008 al stage had gelopen bij die ploeg. In april  2010 werd hij tweede in de Gran Premio de Llodio na Ángel Vicioso en een dag later werd hij derde in de Ronde van La Rioja. Professionele overwinningen boekte García tussen 2017 en 2019 toen hij bij de Japanse ploeg Kinan Cycling Team reed. Zo was hij succesvol in de Ronde van Japan en de Ronde van Hokkaido.

## Overwinningen
2017
7e etappe Ronde van Japan
3e etappe Ronde van Hokkaido
Eindklassement Ronde van Hokkaido
2018
6e etappe Ronde van Japan
Eindklassement Ronde van Japan
2019
Bergklassement Ronde van Kumano
4e etappe Ronde van het Maleisisch schiereiland
Eind- en bergklassement Ronde van het Maleisisch schiereiland

## Resultaten in voornaamste wedstrijden
| Jaar | Ronde van Italië | Ronde van Frankrijk | Ronde van Spanje |
| ---- | ---------------- | ------------------- | ---------------- |
| 2009 | 52e              |                     |                  |
| 2010 |                  |                     | 44e              |
| 2011 |                  |                     |                  |
| 2012 |                  |                     | 27e              |
| 2013 |                  |                     | 75e              |
| 2014 |                  |                     |                  |

| Jaar | Clásica San Sebastián |
| ---- | --------------------- |
| 2009 |                       |
| 2010 | 43e                   |
| 2011 |                       |
| 2012 | 82e                   |
| 2013 | 72e                   |
| 2014 |                       |

## Ploegen
- 2008 –  Xacobeo Galicia (stagiair vanaf 1-8)
- 2009 –  Xacobeo Galicia
- 2010 –  Xacobeo Galicia
- 2011 –  KTM-Murcia (tot 2-8)
- 2012 –  Caja Rural
- 2013 –  Caja Rural-Seguros RGA
- 2014 –  Caja Rural-Seguros RGA
- 2015 –  Louletano-Ray Just Energy
- 2016 –  Kinan Cycling Team
- 2017 –  Kinan Cycling Team
- 2018 –  Kinan Cycling Team
- 2019 –  Kinan Cycling Team
- 2020 –  Kinan Cycling Team
- 2021 –  Kinan Cycling Team
- 2022 –  Kinan Cycling Team

Benta · de Segovia · Dueñas · Evangelista · García · García de Mateos · Isidoro · Jorge · Mestre · Pinto · Rodrigues · Sabido · Valinho
Amagoi · Arashiro · Crawford · García · Guardiola · Lebas · Nakajima · Nakanishi · Tsubaki · Tsukamoto · G. Yamamoto · M. Yamamoto